# The Highest Heights
The Highest Heights – utwór szwajcarskiego zespołu muzycznego Lovebugs napisany przez członków zespołu – Adriana Siebera, Thomasa Rechbergera i Floriana Senna, wydany jako singiel 6 marca 2009 roku oraz promujący dziesiątą płytę studyjną grupy o tym samym tytule ze stycznia 2009 roku.
W 2009 roku utwór reprezentował Szwajcarię w 54. Konkursie Piosenki Eurowizji organizowanym w Moskwie. 12 maja został zaprezentowany przez zespół w pierwszym półfinale widowiska i zajął w nim ostatecznie czternaste miejsce z 15 punktami na koncie, przez co nie awansował do finału.

## Lista utworów
CD single
1. „The Highest Heights” (Single Version) – 3:20
2. „Exit” (Album Version) – 3:55

## Notowania na listach przebojów

### Cotygodniowe
| Kraj       | Lista (2009)   | Miejsce |
| ---------- | -------------- | ------- |
| Szwajcaria | Singles Top 75 | 25      |
| Szwecja    | Singles Top 60 | 57      |

### Roczne
| Kraj       | Rok  | Miejsce |
| ---------- | ---- | ------- |
| Szwajcaria | 2009 | 81      |